# Beatrice Rigoni
Beatrice Rigoni (* 1. August 1995) ist eine italienische Rugby-Union Spielerin. Sie spielt auf den Positionen des Außendreiviertels und Innendreiviertels für den Verein Sale Sharks und die italienische Nationalmannschaft.

## Jugend und Karriere
Beatrice Rigoni wurde am 1. August 1995 geboren. Sie begann das Rugby Spielen im Alter von 6 Jahren zusammen mit ihren Brüdern bei Petrarca Rugby in Padua. Dort spielte sie im Mixed-Team, bis sie 12 Jahre alt war. Da ihr Verein kein höheres Frauen oder Mixed Team zusammenstellen konnte, wechselte sie zu Valsugana Rugby Padova. Dort wurde sie Teil von zwei U16 Championship Teams, bevor sie in die erste Frauen Mannschaft wechselte.

## Rugby Karriere
Sie besuchte die Tito Livio Schule in Padua und wurde mit 18 Jahren das erste Mal in die italienische Nationalmannschaft für die Six Nations 2014 berufen. Ihr Debüt gab sie bei einer 12:11-Niederlage Wales.
Nach ihrem Schulabschluss begann sie ein Studium in Pharmazie an der Universität Ferrara. Rigoni etablierte sich schnell als Stammspielerin und wurde in den Kader für die Weltmeisterschaft 2017 berufen.
In den folgenden Jahren entwickelte Rigoni sich zu einer Schlüsselspielerin ihrer Mannschaft, vor allem auf der Position des Innendreiviertels. Im Sommer 2021 wurde sie erneut in den Kader für die Weltmeisterschaft in Neuseeland berufen.
Für die Premiership Women's Rugby Saison 2023–24 unterschrieb sie einen Vertrag beim Erstligisten Sale Sharks.